# Yabo (Burkina Faso)
Pour les articles homonymes, voir Yabo.
Yabo est une localité située dans le département de Mané de la province du Sanmatenga dans la région Centre-Nord au Burkina Faso.

## Géographie
Localisé sur la rive gauche du Nakembé, Yabo est situé à 5 km à l'est de Malou, à 16 km à l'ouest de Mané et à environ 55 km à l'ouest de la capitale régionale Kaya. La ville est traversée par la route régionale 14 (reliant Kaya à Malou) et se trouve à 5 km à l'est de la route nationale 22 reliant Kongoussi à Ouagadougou.

## Éducation et santé
Yabo accueille depuis 2015 un centre de santé et de promotion sociale (CSPS) tandis que le centre hospitalier régional (CHR) se trouve à Kaya.
Le village possède une école primaire publique.